# Bollewick
Bollewick est une commune d'Allemagne située dans l'arrondissement du Plateau des lacs mecklembourgeois, dans le Land de Mecklembourg-Poméranie-Occidentale.

## Géographie
Bollewick se situe dans la région du plateau des lacs mecklembourgeois (Mecklenburgische Seenplatte), au sud-ouest du lac Müritz.

## Histoire
Bollewick fut mentionnée pour la première fois dans un document officiel en 1261.